# Sergio Volpi
Pour les articles homonymes, voir Volpi.
Sergio Volpi (né le 2 février 1974 à Orzinuovi, dans la province de Brescia en Lombardie) est un ancien footballeur international italien qui jouait au poste de milieu défensif. Après sa carrière de joueur, il devient entraîneur.

## Carrière en Club
Sergio Volpi a commencé sa carrière à Brescia en Serie B. Il a ensuite joué principalement en première division italienne, à Bari, Venezia, Piacenza, Sampdoria et Bologne. Il a fini sa carrière en 2011 à Piacenza en Serie B.

## Carrière en équipe d'Italie
Sergio Volpi débute en équipe d'Italie le 18 février 2004 à l'âge de 30 ans. C'est Giovanni Trapattoni qui lui donne sa chance lors d'un match amical préparatif à l'Euro 2004 contre la Répupbique Tchèque. Il ne connait sa deuxième sélection que deux ans plus tard lors d'un match amical face à l'Allemagne. C'est Marcello Lippi qui lui donne cette seconde chance le 1er mars 2006 mais il ne le sélectionne pas pour la coupe du monde. C'est sa dernière sélection.

## Carrière d'entraîneur
En 2011, Sergio Volpi devient entraîneur de l'équipe U19 de Piacenza. En 2012, il prend les commandes de l'équipe U15 de Brescia. C'est en 2016 qu'il est promu entraîneur d'une équipe première à l'ASD Adrense en Eccellenza (D5). Il quitte le club en 2019 après avoir obtenu la promotion en Serie D en 2018.

## Statistiques en championnat
| Année     | Equipe         | Championnat | Matchs | Buts |
| --------- | -------------- | ----------- | ------ | ---- |
| 1993-1994 | Brescia        | Serie B     | 0      | 0    |
| 1994-1995 | Carrarese      | Serie C1    | 23     | 1    |
| 1995-1996 | Brescia        | Serie B     | 22     | 2    |
| 1996-1997 | Bari           | Serie B     | 29     | 4    |
| 1997-1998 | Bari           | Serie A     | 32     | 4    |
| 1998-1999 | Venise         | Serie A     | 27     | 1    |
| 1999-2000 | Venise         | Serie A     | 25     | 1    |
| 2000-2001 | Piacenza       | Serie B     | 35     | 1    |
| 2001-2002 | Piacenza       | Serie A     | 30     | 2    |
| 2002-2003 | Sampdoria      | Serie B     | 35     | 8    |
| 2003-2004 | Sampdoria      | Serie A     | 31     | 1    |
| 2004-2005 | Sampdoria      | Serie A     | 34     | 2    |
| 2005-2006 | Sampdoria      | Serie A     | 35     | 5    |
| 2006-2007 | Sampdoria      | Serie A     | 30     | 4    |
| 2007-2008 | Sampdoria      | Serie A     | 28     | 2    |
| 2008-2009 | Bologne        | Serie A     | 25     | 4    |
| 2009-2010 | Reggina Calcio | Serie B     | 12     | 0    |
| 2009-2010 | Atalanta       | Serie A     | 5      | 0    |
| 2010-2011 | Piacenza       | Serie B     | -      | -    |

Statistiques ajournées avril 2010